# Shilpa Ray
Shilpa Ray est une musicienne et interprète américano-indienne originaire de l'État du New Jersey.

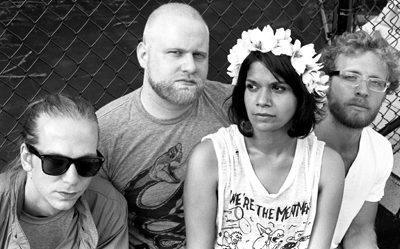
Le groupe américain de blues-punk Shilpa Ray and her Happy Hookers, en 2011.

## Biographie
Shilpa Ray démarre l’harmonium à l'âge de 6 ans, poussée par sa famille. À 16 ans, malgré les réticences de son entourage, elle s'essaie à la guitare en travaillant I‘ll Be Your Mirror, titre de The Velvet Underground. Au début des années 2000, elle quitte la maison familiale où son père conservateur interdit la présence de musique occidentale et déménage à New York.
Engagés, les textes de l’artiste s’attachent à déjouer les pressions et contradictions qui entourent la place des femmes dans la société. Traditionnellement associé à l'Inde, l’harmonium est un instrument rarement utilisé dans les compositions rock. Ce mélange des genres associé à la voix grave de la musicienne séduit des artistes de renom tels Patti Smith, Lenny Kaye, Sharon Van Etten, Jon Spencer Blues Explosion, Nicole Atkins, Warren Ellis ou Nick Cave qu’elle accompagne parfois sur scène.

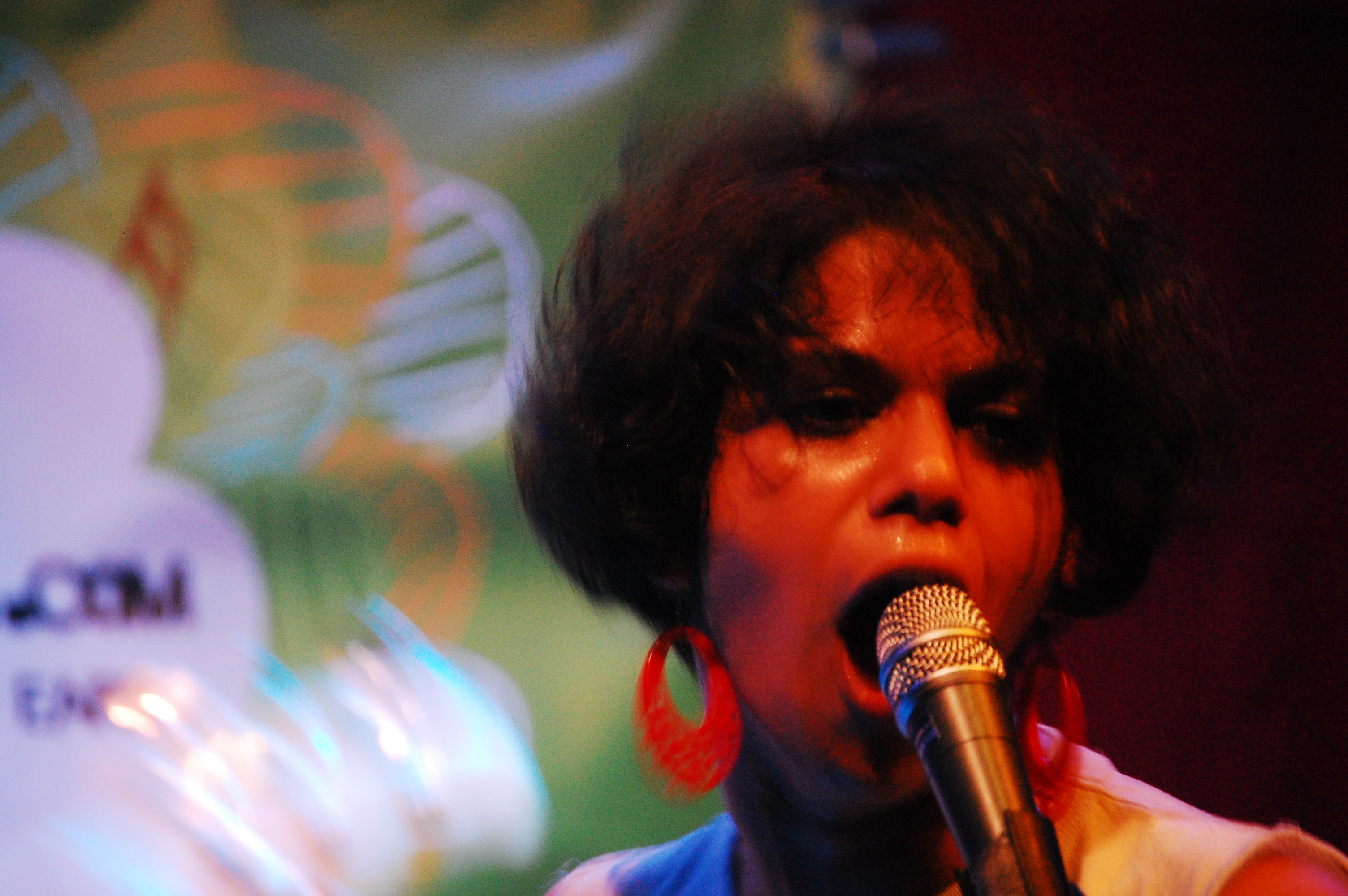

## Carrière professionnelle

### Carrière solo
Shilpa Ray fonde un premier groupe baptisé Beat the Devil aux côtés du bassiste Mishka Shubaly et du batteur Mitchell King. Un premier album éponyme est auto-produit en 2006. Le trio choisit de combiner au rock et au punk, des musiques indiennes dans un nouveau format. Il s'agit de la seule collaboration de la formation. 
Après des années à se produire dans les clubs, tel le mythique Sidewalk Cafe de East Village, Shilpa Ray est remarquée par l'artiste australien Nick Cave. Celui-ci lui demande de participer en 2006 à la tournée américaine de son groupe Grinderman. En 2013, It's All Self-Fellatio, premier EP de l'artiste est édité sur le label Bad Seed Ltd. La même année, la musicienne ouvre la tournée de Nick Cave and the Bad Seeds en Angleterre et en Europe.
Shilpa Ray a servi de soutien principal aux groupes Man Man et Acid Mother's Temple. Ses performances ont également accompagnées les prestations d'Elvis Costello, Patti Smith et de la formation A Place to Bury Strangers. La musicienne intègre le label Nothern Spy Records en 2015 sur lequel elle enregistre un premier projet deux titres intitulé Make Up. Le premier morceau éponyme rend hommage à Lou Reed alors que le second extrait What a Diff'rence a Day Makes s'attache à l'un des titres références de la chanteuse américaine Dinah Washington.
En 2015, elle enregistre sous son seul nom accompagnée de l'ingénieur du son Mark Ospovat, l'album Last Year’s Savage aux studios Emandee de Brooklyn.

### Shilpa Ray and Her Happy Hookers (2006 - 2011)
Fondé en 2006, Shilpa Ray and Her Happy Hookers est un groupe de rock et blues-punk américain, originaire de Brooklyn. Les titres composés autour de la voix de Shilpa Ray trouvent leurs influences dans la musique de Blondie, Screamin 'Jay Hawkins ou du groupe The Cramps. La musicienne est accompagnée du guitariste Andrew Bailey, du bassiste Nick Hundley, de Greg Lewis à l'orgue, Andrew Hoepfner au chant, Jonathan Lam au pédalier et du batteur John Adamski. En 2009, Shilpa Ray and Her Happy Hookers publie A Fish Hook An Open Eye sur le label O-Gun Records. 
En 2011, un second album Teenage and Torture sort chez Knitting Factory Records.

## Discographie

### Beat The Devil
- 2006 : Beat The Devil, Beat The Devil

### Shilpa Ray and Her Happy Hookers (2006 - 2011)
- 2009 : A Fish Hook An Open Eye, O-Gun Records
- 2010 : Venus Shaver 7, Knitting Factory Records (EP)
- 2011 : Teenage and Torture, Knitting Factory Records

### Shilpa Ray
- 2013 : It's All Self-Fellatio, Bad Seed Ltd. (EP)
- 2015 : Make Up, Northern Spy Records (EP)
- 2015 : Last Year's Savage, Northern Spy Records